# Atef Ebeid
Atef Muhammad Ebeid (Cairo, 14 de abril de 1932 - 12 de setembro de 2014) é um político egípcio, foi primeiro-ministro do Egipto de 5 de outubro de 1999 até 14 de julho de 2004.